# اثر تاچر

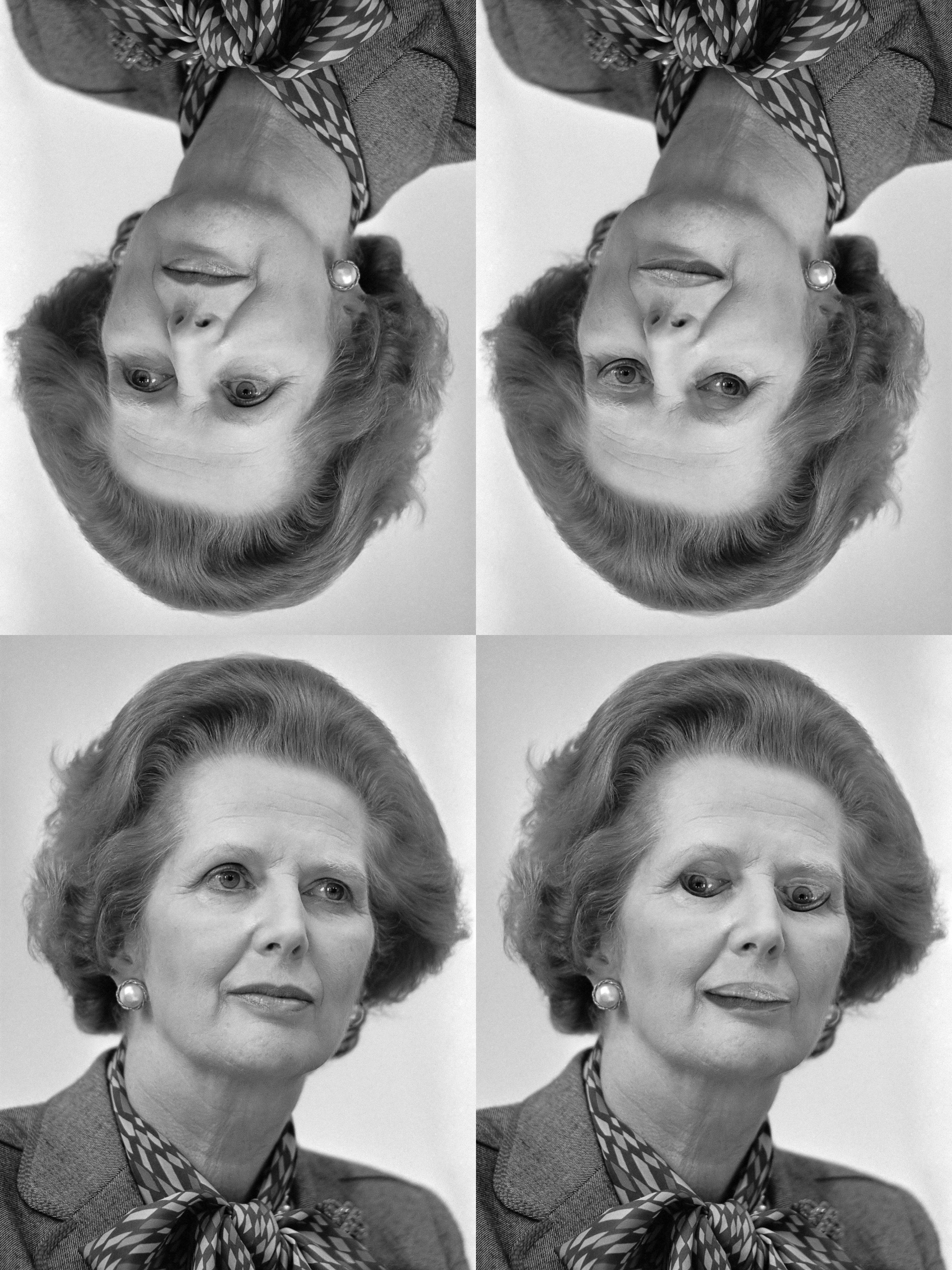
اثر تاچر، در اینجا بر روی نگاره‌ای از مارگارت تاچر نشان داده شده‌است.

اثر تاچر (به انگلیسی: Thatcher effect) یا توهم تاچر، پدیده‌ای است که تشخیص تغییرات موضعی شکل در یک چهره وارونه دشوارتر می‌شود، با توجه به اینکه تغییرات مشابهی در چهره صاف آشکار است. نام آن از نخست‌وزیر پیشین انگلستان مارگارت تاچر گرفته شده، زیرا این تأثیر برای اولین بار بر روی عکس او نشان داده شد. این اثر ابتدا در سال ۱۹۸۰ توسط پیتر تامپسون، استاد روانشناسی در دانشگاه یورک ایجاد شد.

## بررسی اجمالی
این اثر توسط دو عکس کاملاً یکسان نشان داده می‌شود که وارونه هستند. تصویر دوم تغییر کرده‌است، به‌طوری که چشم‌ها و دهان به‌شکل عمودی وارونه هستند، گرچه تغییرات سریع آشکار نمی‌شود تا هنگامی که تصویر در جهت طبیعی نشان داده شود.
تصور می‌شود که این اثر به دلیل ماژول‌های شناختی روانشناختی خاصی باشد که در درک چهره دخیل هستند و به‌طور خاص برای چهره‌های صاف تنظیم شده‌اند. چهره‌ها با وجود اینکه شباهت زیادی به هم دارند بی‌نظیر به نظر می‌رسند. این فرضیه مطرح شده‌است که ما فرایندهای خاصی را برای تمایز بین چهره‌ها که به پیکربندی (رابطه ساختاری بین ویژگی‌های جداگانه در چهره) و جزئیات ویژگی‌های چهره‌های جداگانه، مانند چشم، بینی و دهان، به مقدار یکسان متکی هستند ایجاد می‌کنیم.
شواهدی وجود دارد که میمونهای رزوس و نیز شامپانزه‌ها اثر تاچر را تجربه می‌کنند و این احتمال را بالا می‌برد که برخی از سازوکارهای مغزی که در پردازش چهره‌ها نقش دارند ممکن است بیش از ۳۰ میلیون سال پیش در یک نیای مشترک تکامل یافته باشد.
اصول کلی اثر تاچر در ادراک چهره در حرکت بیولوژیکی هم به‌کار برده می‌شود. وارونگی محلی نقاط مجزا دشوار است، و در برخی موردها تقریباً غیرممکن است زمانی که کل شکل وارونه شده باشد.

## تحقیقات بیشتر
اثر تاچر در آشکارسازی روانشناسی تشخیص چهره نیز مفید بوده‌است. معمولاً آزمایش‌هایی که از اثر تاچر استفاده می‌کنند به زمان مورد نیاز برای دیدن ویژگی‌های ناسازگار چه قائم یا وارونه توجه می‌کنند. از این‌گونه اندازه‌گیری‌ها برای تعیین ماهیت پردازش عکس‌های همه‌جانبه چهره استفاده می‌شود.
با بررسی زاویه‌های میانی بین قائم و معکوس، مطالعات ظاهر تدریجی یا ناگهانی توهمات را کشف کرده‌اند. مشاهده اثر تاچر بر روی تمامی گروه‌هایی که بر روی آنها آزمایش انجام شده پدیدار گردید. کودکان این اثر را مشاهده کردند، همچنین کودکانی که به اوتیسم مبتلا بودند و افراد مبتلا به چهره‌کوری هم این اثر را مشاهده کردند.